# Норторф
Норторф (њем. Nortorf) град је у њемачкој савезној држави Шлезвиг-Холштајн. Једно је од 165 општинских средишта округа Рендсбург. Према процјени из 2010. у граду је живјело 6.293 становника. Посједује регионалну шифру (AGS) 1058117, NUTS (DEF0B) и LOCODE (DE NTF) код.

## Географски и демографски подаци
Норторф се налази у савезној држави Шлезвиг-Холштајн у округу Рендсбург. Град се налази на надморској висини од 32 метра. Површина општине износи 12,8 km². У самом граду је, према процјени из 2010. године, живјело 6.293 становника. Просјечна густина становништва износи 493 становника/km².

## Међународна сарадња
| Мјесто | Држава  | Врста сарадње | Од    |
| ------ | ------- | ------------- | ----- |
|        | Шведска | партнерство   | 1989. |
| Бжеско | Пољска  | контакт       | 2000. |
| Извор  |         |               |       |